# БСИТ
БСИТ (Биполярный транзистор со статической индукцией; англ. BSIT, Bipolar Static Induction Transistor) — мощный высокочастотный полупроводниковый прибор с вертикальной многоканальной структурой.
БСИТ не является русскоязычным синонимом IGBT (БТИЗ), тем не менее, близок к ним по свойствам. Выпускаемые образцы БСИТ уступают лучшим современным образцам БТИЗ по энергетическим характеристикам.
Изобретён во второй половине 1970-х годов.
Обладает преимуществами, по сравнению с биполярными транзисторами: более высокими граничной частотой и коэффициентом усиления.
Применяется в быстродействующих ключевых схемах и импульсных источниках питания. Среднее время переключения составляет 250—150 нс.
Максимальное допустимое напряжение сток-исток для некоторых моделей достигает 900 В.